# أنت قلبي، أنت روحي (أغنية)
أنت قلبي، أنت روحي (بالإنجليزية: You're My Heart, You're My Soul)‏ هي أول أغنية منفردة للثنائي الألماني مودرن توكينغ التى تم أصدرها في ألبومهم الأول (الألبوم الأول). تم إصدار الأغنية في 29 أكتوبر 1984 لكنها دخلت أفضل 40 أغنية في ألمانيا في 21 يناير 1985 ودخلت المراكز العشرة الأولى رقم 9 في ألمانيا في 28 يناير 1985، بعد 3 أشهر تقريبًا من تاريخ صدوره. استغرق الأمر 5 أسابيع أخرى حتى تصل الأغنية إلى قمة الرسم البياني الألماني الفردي، أمضت ستة أسابيع في المركز الأول في ألمانيا ومجموع 25 أسبوعًا في الرسم البياني الألماني المنفرد وصلت في النهاية إلى بيع جيد حيث وصلت إلى أكثر من 250000 وحدة في المنزل. تعتبر أغنية «أنت قلبي، أنت روحي» الأغنية الأكثر مبيعًا حتى الآن حيث قيل إن المبيعات العالمية تجاوزت 8 ملايين نسخة.
تم اعتماد الأغنية أيضًا في فرنسا وبيعت حوالي 715000 وحدة في هذا البلد.
أعيد إصدار الأغنية في عام 1998، "أنت قلبي، أنت روحي "98" من أجل لم شمل الثنائي. اكتسبت الأغنية المنفردة في الحزمة الأحدث نجاحًا مماثلاً مما أكسبتهم جائزة بلاتينية لبيع أكثر من 500000 وحدة في ألمانيا وحدها.

## قائمة التشغيل
7 انش (Hansa 106884) (BMG) 29.10.1984
| رقم | عنوان                            | الطول |
| --- | -------------------------------- | ----- |
| 1.  | أنت قلبي، أنت روحي               | 3:48  |
| 2.  | أنت قلبي أنت روحي (نسخة موسيقية) | 4:01  |

12 انش (Hansa 601496) (BMG) 29.10.1984
| رقم | عنوان                            | الطول |
| --- | -------------------------------- | ----- |
| 1.  | أنت قلبي، أنت روحي               | 5:35  |
| 2.  | أنت قلبي أنت روحي (نسخة موسيقية) | 4:01  |

## أنت قلبي، أنت روحي 98
أنت قلبي، أنت روحي '98 هي أول أغنية منفردة لـ مودرن توكينغ تم إصدارها في الألبوم السابع (العودة للخير)، وهي أول أغنية بعد لم شملهم في عام 1998. هذه هي النسخة المعاد تعبئتها من النسخة الأصلية «أنت قلبي، أنت روحي»، والتي صدرت عام 1984.
صدرت «أنت قلبي، أنت روحي 98» في عام 1998. لقد كانت رقم واحد في المجر ودخلت المراكز الخمسة الأولى في العديد من البلدان بما في ذلك ألمانيا وسويسرا والنمسا وفرنسا، بينما دخلت المراكز العشرة الأولى في العديد من البلدان الأخرى بما في ذلك السويد وفنلندا. في ألمانيا، دخلت الأغنية العشرة الأولى في 6 أبريل 1998، وبلغت ذروتها في المرتبة الثانية في الأسبوع التالي. بعد قضاء 10 أسابيع في المراكز العشرة الأولى، حصلت في النهاية على جائزة بلاتينية لبيع أكثر من 500000 وحدة في ألمانيا وحدها. في فرنسا، بلغ ذروته «أنت قلبي، أنت روحي» 98. 3 في النهاية حصل على جائزة ذهبية لبيع أكثر من 250000 وحدة.

### قوائم المسار
- قرص مضغوط منفرد Hansa 74321 58884 2 (BMG) 16.03.1998

| رقم | عنوان                                    | الطول |
| --- | ---------------------------------------- | ----- |
| 1   | أنت قلبي، أنت روحي (مودرن توكينغ مكس'98) | 3:49  |
| 2.  | أنت قلبي، أنت روحي (مزيج كلاسيكي 98)     | 3:41  |

- CD-Maxi Hansa 74321 57357 2 (BMG) / EAN 0743215735724 16.03.1998

| رقم | عنوان                                                  | الطول |
| --- | ------------------------------------------------------ | ----- |
| 1   | أنت قلبي، أنت روحي (مودرن توكينغ مكس '98)              | 3:49  |
| 2.  | أنت قلبي، أنت روحي (مزيج كلاسيكي 98)                   | 3:41  |
| 3   | أنت قلبي، أنت روحي (مودرن توكينغ مكس98. إريك سينجلتون) | 3:17  |
| 4.  | أنت قلبي، أنت روحي (أوريجينال شورت ميكس'84)            | 3:22  |
| 5.  | أنت قلبي، أنت روحي (أوريجينال شورت ميكس '84)           | 5:36  |

## روابط خارجية
- مواقف الرسم البياني الحديث
- You're My Heart, You're My Soul على Discogs (قائمة بالإصدارات)
- كلمات الأغنية الكاملة على مترولايركس